# Philip Reeve
Philip Reeve (Brighton, 28 februari 1966) is een Brits auteur en illustrator van jeugdboeken

## Biografie
Phlip Reeve werd in 1966 geboren in Brighton, East Sussex en volgde studies illustrator aan het Cambridgeshire College of Arts and Technology (tegenwoordig de Anglia Ruskin University) en later aan de Brighton Polytechnic (tegenwoordig de University of Brighton). Voordat hij illustrator werd, werkte hij enkele jaren in een boekhandel in Brighton. Tijdens zijn studententijd en een aantal jaren daarna schreef en trad hij op in komische sketchshows met verschillende personen en onder verschillende groepsnamen, waaronder The Charles Atlas Sisters.
In 1998 schreef hij samen met Brian Mitchell de dystopische komische musical The Ministry of Biscuits. Reeve tekende cartoons voor enkele boekenseries en schreef in 2002-2003 een kinderboekenreeks getiteld Buster Bayliss.
Zijn eerste boek voor adolescenten was Mortal Engines in 2001, het eerste boek uit de Mortal Engines-serie. Het boek won in 2002 de Nestlé Smarties Book Prize en kwam op de shortlist voor de Whitbread Book Award. Reeve werkte tien jaar aan dit boek waarvoor hij in 1989/1990 al het eerste idee kreeg. Voor A Darkling Plain, het vierde boek uit de reeks werd Reeve in 2006 bekroond met de Guardian Children's Fiction Prize. De filmrechten van de boeken werden opgekocht door Peter Jackson en in 2018 verscheen Mortal Engines, de verfilming van het eerste boek.
In 2007 verscheen Here Lies Arthur, een alternatieve versie van de legende van koning Arthur. Hiervoor ontving Reeve in 2008 de Carnegie Medal, een Britse prijs die wordt toegekend aan een kinderboek of een boek voor jongvolwassenen.
De Larklight-trilogie (2006-2008) zijn steampunkromans die zich in de ruimte afspelen.

### Privéleven
Reeve woont samen met zijn vrouw Sarah en zoon Sam in Dartmoor in het graafschap Devon.

### Mortal Engines-universum
Mortal Engines Quartet ("Hungry City Chronicles" in de VS)
- Mortal Engines (2001) (nl: Levende steden)
- Predator's Gold (2003) (nl: Jagersgoud)
- Infernal Devices (2005) (nl: Helse machines)
- A Darkling Plain (2006)
- Traction City (World Book Day, 2011), een kort verhaal

Fever Crumb
- Fever Crumb (2009)
- A Web of Air (2010)
- Scrivener's Moon (2011)

### Buster Bayliss-serie
- Night of the Living Veg (2002)
- The Big Freeze (2002)
- Day of the Hamster (2002)
- Custardfinger! (2003)

### Larklight-trilogie
- Larklight (2006)
- Starcross (2007)
- Mothstorm (2008)

### Goblins-serie
- Goblins (2012)
- Goblins vs Dwarves (2013)
- Goblin Quest (2014)

### The Railhead-serie
- Railhead (2015)
- Black Light Express (2016)
- Station Zero (2018)

### Andere romans
- Isaac Newton and His Apple (1999)
- Horatio Nelson and His Victory (2003)
- Here Lies Arthur (2007) (nl: Arthur ontmaskerd)
- No Such Thing As Dragons (2009)
- Doctor Who: The Roots of Evil (2013)[2]

### Reeve & McIntyre Production-serie (in de VS:Not-So-Impossible Tale Series)
Boeken geschreven samen met, en geïllustreerd door Sarah McIntyre

- Oliver and the Seawigs (2013) (nl: Olivier en de dwaaleilanden)
- Cakes in Space (2014) (nl: Astra en de astrotaartjes)
- Pugs of the Frozen North (2015)
- Jinks & O'Hare Funfair Repair (2016)

### Als illustrator
- Awful Art (1997) van Michael Cox
- Henry Spaloosh! (1997) van Chris d'Lacey
- Murderous Maths reeks (vanaf 1997) van Kjartan Poskitt
- Pantsacadabra! (2006) van Kjartan Poskitt
- Urgum the Axeman (2006) van Kjartan Poskitt
- Borgon the Axeboy reeks (vanaf 2014) van Kjartan Poskitt